# Ruth Kjellén-Björkquist

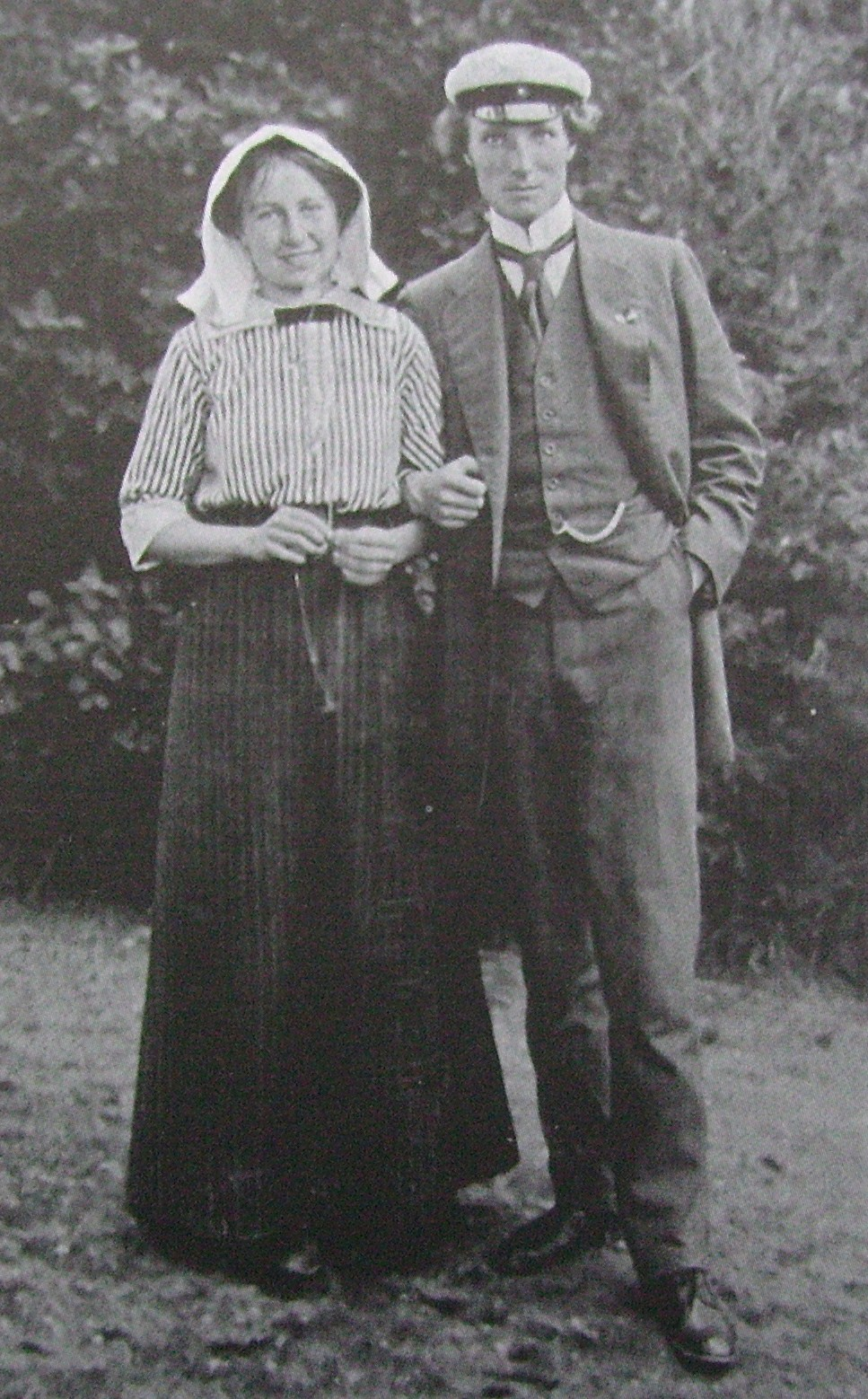
Ruth Kjellén-Björkquist med sin make Manfred Björkquist. Foto: Sigtunastiftelsens arkiv.

Bellis Ruth Sofia Kjellén-Björkquist, född 26 maj 1894 i Domkyrkoförsamlingen i Göteborg, död 14 december 1973 i Sigtuna församling, var en svensk lärare i teckning, känd som biograf (levnadstecknare). Hon var dotter till Rudolf Kjellén och maka till Manfred Björkquist. 
Ruth Kjellén-Björkquist utgav 1970 boken Rudolf Kjellén : en människa i tiden kring sekelskiftet, en biografi i två volymer om fadern och dennes verk. Makarna Björkquist är begravna på Sigtuna kyrkogård.